# 파이살 빈 무사이드 알사우드
파이살 빈 무사이드 알사우드(1944년 4월 4일 ~ 1975년 6월 18일, 아랍어: فيصل بن مساعد آل سعود)는 사우디아라비아의 왕족이다. 1975년에 자신의 삼촌인 사우디아라비아의 파이살 빈 압둘아지즈 알사우드 국왕을 암살했다.

## 생애 초반
파이살 빈 무사이드는 1944년에 태어났다. 파이살 빈 무사이드의 아버지는 파이살 빈 압둘아지즈 국왕을 포함한 6명의 사우디아라비아 국왕의 이복형제인 무사이드 빈 압둘아지즈 알사우드 왕자였고 그의 어머니는 라시디 왕조의 12대이자 마지막 에미르인 무함마드 빈 탈랄의 딸인 빈트 무함마드 빈 탈랄 알라시드이다. 파이살 빈 무사이드의 부모가 이혼하면서 그의 형제 자매들은 아버지가 속한 사우드가보다 어머니가 속한 라시디가의 친척들과 더 가까운 사이였다.
1965년에는 파이살 빈 무사이드의 형이자 열렬한 와하비스트였던 칼레드 빈 무사이드가 파이살 빈 압둘아지즈 국왕에 의해 설립된 리야드의 새로운 텔레비전 방송국을 향한 폭력 시위를 벌이던 도중에 사우디아라비아의 경찰관들이 쏜 총에 맞아 사망했다. 와하브파 성직자들은 이슬람교에서 인간의 모습을 만드는 것이 부도덕하다고 믿었기 때문에 국영 텔레비전 방송의 설립을 반대했다. 그것이 공식적인 설명이지만 칼레드 빈 무사이드의 죽음에 대한 자세한 내용은 논란의 여지가 있으며 몇몇 언론 보도에서는 칼레드 빈 무사이드가 실제로 자신의 집 밖에서 경찰의 체포에 저항하다가 사망했다고 주장한다. 그럼에도 불구하고 칼레드 빈 무사이드의 죽음에 대한 어떠한 조사도 개시되지 않았다. 파이살 빈 무사이드에게는 또 다른 형제 반다르와 자매 알자와라가 있었다. 압둘라만 빈 무사이드는 파이살 빈 무사이드의 이복형제이다.

## 교육
파이살 빈 무사이드는 1966년에 미국에 도착하여 샌프란시스코 주립 대학교에서 영어를 전공했다. 앨리스 벤스 샌프란시스코 주립 대학교 미국어학원 소장은 "그는 친절하고 예의 바르고 매우 잘 자란 것 같다."고 말했다. 파이살 빈 무사이드가 샌프란시스코에 있는 동안에 그의 동생인 칼레드 빈 무사이드가 살해되었다. 파이살 빈 무사이드는 샌프란시스코 주립 대학교를 떠난 이후에 캘리포니아 대학교 버클리, 콜로라도 대학교 볼더로 자리를 옮겼다. 파이살 빈 무사이드는 동료들에 의해 "조용하고, 호감이 가는, 특히 공부를 잘 못하는 청년"으로 묘사되었다. 콜로라도 대학교 교수인 에드워드 로제크는 그를 "학술적으로 D와 C 학점을 받은 학생"이라고 묘사했다.
파이살 빈 무사이드는 1969년에 콜로라도주 볼더에 있는 동안에 환각제의 일종인 LSD(리세르그산 디에틸아미드)를 팔려고 공모한 혐의로 체포되었다. 파이살 빈 무사이드는 유죄를 인정하고 법원으로부터 집행유예 1년을 선고받았다. 1970년 5월에는 지방 검사가 고소를 취하했다. 파이살 빈 무사이드는 1971년에 콜로라도 대학교에서 정치학과 학사 학위를 받은 다음에 샌프란시스코만 지역으로 돌아왔다. 파이살 빈 무사이드는 캘리포니아 대학교 버클리에서 정치학 대학원 과정을 밟았지만 석사 학위를 받지 못했다.

## 미국을 떠난 이후의 행적
파이살 빈 무사이드는 미국을 떠난 이후에 레바논 베이루트로 갔다. 또한 알 수 없는 이유로 동독에도 갔다. 파이살 빈 무사이드가 사우디아라비아로 돌아오자 사우디아라비아 당국은 그의 해외 문제를 이유로 그의 여권을 압수했다. 파이살 빈 무사이드는 리야드 대학교에서 강사로 근무했고 암살 당시 26세였던 여자친구인 크리스틴 수르마와 계속 연락했다. 수르마는 사우디아라비아가 "이스라엘과의 평화"를 이루려는 데에 관심을 갖고 있던 것에 대해 "파이살 이전의 국왕에 비해 얻을 수 없는 긍정적인 결과"라고 보았다.

## 암살 사건과 재판

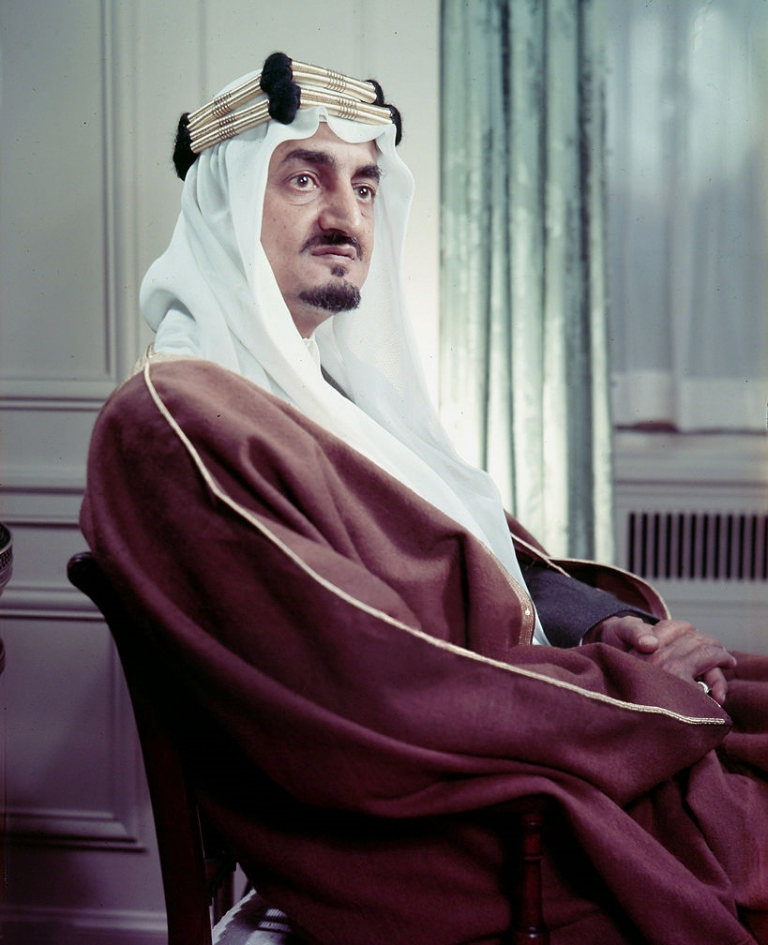
파이살 빈 압둘아지즈 알사우드 국왕

### 왕궁 총격 사건
파이살 빈 무사이드 왕자는 1975년 3월 25일에 파이살 빈 압둘아지즈 국왕이 회의를 열고 있던 리야드의 왕궁으로 갔다. 파이살 빈 무사이드 왕자는 쿠웨이트 대표단에 합류하여 국왕을 만나기 위해 줄을 섰다. 파이살 빈 압둘아지즈 국왕은 조카를 알아보고 고개를 앞으로 숙여 어린 파이살 빈 무사이드가 존경의 표시로 국왕의 머리에 입을 맞출 수 있도록 했다. 이 때 파이살 빈 무사이드 왕자는 자신의 옷에서 권총을 꺼내어 국왕의 머리를 2번 쐈다. 파이살 빈 무사이드 왕자는 3번째 총격이 빗나가자 자신의 총을 버렸고 파이살 빈 압둘아지즈 국왕은 바닥에 쓰러졌다. 이 과정에서 검과 기관총을 든 경호원들이 파이살 빈 무사이드 왕자를 체포했다. 파이살 빈 압둘아지즈 국왕은 급히 병원으로 후송되었지만 의사들은 그를 구할 수 없었다. 사우디아라비아의 텔레비전 제작진은 국왕이 암살당하는 장면을 카메라에 담았다.

### 수감과 처형
파이살 빈 무사이드는 초기 조사 보고서에서 "정신 이상자"로 묘사되었다. 파이살 빈 무사이드는 리야드 교도소로 옮겨졌다. 하지만 제정신으로 재판을 받을 수 있다고 생각했다.
사우디아라비아의 샤리아 법원은 1975년 6월 18일에 열린 재판에서 파이살 빈 무사이드에게 국왕 살해죄를 적용했고 몇 시간 직후에 공개 처형이 내려졌다. 확성기를 단 차들이 리야드 주변을 돌면서 판결과 파이살 빈 무사이드의 처형이 임박했음을 공개적으로 알렸고 군중들은 광장에 모였다. 파이살 빈 무사이드는 군인에 의해 처형 장소로 끌려갔고 비틀거리며 걸어갔다고 보고되었다. 파이살 빈 무사이드는 하얀 예복을 입은 채로 눈이 가려졌고 금빛 검으로 참수당했다.

### 범행 동기
파이살 빈 압둘아지즈 국왕의 죽음 이외에 가능한 범행 동기는 아직 알려지지 않았지만 다른 동기가 제기되었다. 사우디아라비아의 관리들은 왕자의 행동이 고의적이고 계획적이었다고 진술하기 시작했다. 왕자가 자신의 어머니에게 자신의 암살 계획을 말했고 파이살 빈 압둘아지즈 국왕에게 "만약 그것이 알라의 뜻이라면 그렇게 될 것이다."라고 말했다는 소문이 돌았다.
아랍 세계의 언론들은 파이살 빈 무사이드 왕자가 미국 중앙정보국(CIA)과 이스라엘 모사드의 도구였다고 암시했다. 이러한 주장에 따라 이란의 언론에서 시작된 이론은 그가 서양인 여자친구(크리스틴 수르마)에 의해 조작되었을지도 모른다고 언급했는데 수르마는 유대인이었고 이스라엘 정보국의 비밀 요원이었을지도 모른다고 주장했다. 사우디아라비아의 관리들은 수르마와의 비공식적인 접촉을 통해 수르마가 유대인이 아니라고 밝혔고 파이살 빈 무사이드의 행동에 대해 다른 사람들처럼 어리둥절하다고 말했다.
레바논 베이루트의 신문들은 파이살 빈 압둘아지즈 국왕 암살 사건에 대해 3가지 다른 설명을 내놓았다. 《알나하르》는 파이살 빈 압둘아지즈 국왕이 사우드 빈 압둘아지즈 알사우드 전 국왕의 딸인 시타 공주와 같은 주에 결혼할 예정이었기 때문에 이번 암살 사건이 사우드 국왕의 폐위에 대한 복수였을 가능성이 있다고 보도했다. 《알나하르》는 또한 파이살 빈 압둘아지즈 국왕이 월 3,500달러(2020년 기준 월 16,700달러, 연간 200,500달러)의 수당이 충분하지 않다는 거듭된 불만을 무시해 암살을 부추겼을 수 있다고 보도했다. 《알바이라크》는 신뢰할 만한 사우디아라비아의 소식통을 인용하여 파이살 빈 압둘아지즈 국왕이 과도한 술 등 마약 섭취를 이유로 출국을 금지했으며 이번 암살 사건은 국왕의 금지령에 대한 보복이었을 가능성이 있다고 전했다.

## 참고 자료
- “Assassin's Fate and Motives Unknown”. International news. 《The New York Times》. CXXIV (41). 1975년 3월 27일. A3면. 2021년 8월 3일에 확인함.
- de Onis, Juan (1975년 3월 26일). “Motive Unknown”. Main section. 《The New York Times》. CXXIV (40). A1면. 2021년 8월 3일에 확인함.
- de Onis, Juan (1975년 6월 19일). “Faisal's Killer Is Put To Death”. International news. 《The New York Times》. CXXIV (101). A7면. 2021년 8월 3일에 확인함.
- Pace, Eric (1975년 4월 5일). “Rumors of a Beheading Draw Crowds in Riyadh”. Weekend edition. 《The New York Times》. CXXIV (27). A3면. 2021년 8월 3일에 확인함.